# CIECAM02
 (avril 2012).
Publié en 2002 par le comité technique 8-01 (Color Appearance Modelling for Color Management Systems) de la CIE, le modèle CIECAM02 est jusqu'en 2008 le plus récent des modèles d'apparence de la couleur (CAM : Colour Appearance Model) et le successeur du modèle CIECAM97s.

Modèle des conditions d'observation.

Les deux grandes parties de ce modèle sont d'une part l'utilisation d'une transformation pour l'adaptation chromatique (CIECAT02) et d'autre part la mise en place d'équations pour calculer les corrélations mathématiques existant entre les six dimensions techniques liées à l'apparence de la couleur (teinte, chroma, luminance, saturation, etc.). Ce modèle prend en entrées les valeurs X, Y et Z du tristimulus d'un stimulus coloré (ces coordonnées X, Y et Z sont définies dans le système colorimétrique CIEXYZ), les coordonnées X, Y et Z du point blanc de référence utilisé, celles de l'arrière-plan (background) sur lequel est observé le stimulus, des informations sur les conditions de luminance de l'environnant du stimulus (surround) ainsi que des informations sur la prise ou non en compte de l'illuminant par l'observateur du stimulus. Le modèle permet de prédire l'apparence de la couleur du stimulus avec ces attributs ou de calculer la couleur correspondante dans des conditions d'observation distinctes.
Le schéma illustre une partie des conditions d'observation prises en compte dans le calcul de l'apparence de la couleur du stimulus (au centre).
Le modèle CIECAM02 est utilisé dans le système de couleur WCS de Windows Vista.